# The Beast Is G Unit
The Beast Is G Unit es el segundo extended play (EP) del grupo de hip hop estadounidense G Unit. El EP fue lanzado el 3 de marzo de 2015 en el sello G Unit Records.

## Ventas
El EP debutó en el n.º 27 en el Billboard 200, vendiendo 18.542 copias.

## Lista de canciones
| N.º   | Título                   | Productor(es)              | Duración |  |
| 1.    | «Ballin'»                | MistrAdams                 | 4:33     |  |
| 2.    | «I'm Grown»              | Honorable C.N.O.T.E.       | 4:08     |  |
| 3.    | «Bring My Bottles»       | Swiff D                    | 3:14     |  |
| 4.    | «Doper Than My Last One» | KY Miller                  | 3:24     |  |
| 5.    | «Boy Boy»                | lllmind, Jake One, G. Koop | 4:09     |  |
| 6.    | «Choose One»             | KY Miller                  | 2:55     |  |
| 22:23 |                          |                            |          |  |

- Datos: Q19404666